# Kövesegyháza
Kövesegyháza (Săliște), település Romániában, a Partiumban, Bihar megyében.

## Fekvése
A Réz-hegység alatt, a görbedi patak mellett, Szalárdtól keletre, Margittától délre, Sástelek és Felsőtótfalu közt fekvő település.

## Története
Kövesegyháza nevét 1490-ben említette először oklevél Kewesdeghaza néven.
1692-ben Keüseghaz, 1808-ban Kövesegyháza, Gurbesty ~ Szelistye néven említette először oklevél.
A 19. század század elején a Balku és a Fényes család volt a falu birtokosa.
1851-ben Fényes Elek írta a településről:
Bihar vármegyében 326 görög katholikus lakossal, s
anyatemplommal. Határa 416 hold, ... Birják: Fényes János, Miskolczy Imre, Feltóthy Józsefné,
Domokos Zsigmond, Szodoray Farkasné.
1910-ben 259 lakosából 117 magyar, 133 román volt. Ebből 15 római katolikus, 157 görögkatolikus, 68 református volt.
A trianoni békeszerződés előtt Bihar vármegye Szalárdi járásához tartozott.